# 아이패드 (10세대)
아이패드 (10세대)(영어: iPad (10th generation))는 아이패드 (9세대)의 후속 제품으로 애플에서 개발 및 판매하는 태블릿 컴퓨터다. 2022년 10월 18일에 발표되었으며 2022년 10월 26일에 출시되었다.

## 특징

### 하드웨어
아이패드 10세대는 전작인 아이패드 9세대의 디자인에서 벗어나, 아이패드 에어 5세대와 유사하다. 평평한 가장자리는 기존의 하이엔드 기기인 아이패드 프로와 유사하며, 10.9인치 리퀴드 레티나 디스플레이를 사용하고 홈 버튼이 없다. 홈 버튼이 제거되었기 때문에 아이패드 에어 및 아이패드 미니와 같이 Touch ID가 대신 전원 버튼에 포함된다.

### 디자인
아이패드 10세대는 2022년 초 출시된 아이패드 에어, 아이패드 미니 모델과 마찬가지로 실버와 스페이스 그레이와 더불어 여러 색상으로 출시되었다. 그러나 아이패드 에어 및 아이패드 미니에서 볼 수 있는 차분한 색상과 달리, 아이패드 10세대는 4가지 화사한 색상(실버, 핑크, 블루, 옐로)으로 제공된다.
| 색깔 | 이름 |
| ---- | ---- |
|      | 실버 |
|      | 핑크 |
|      | 블루 |
|      | 옐로 |

### 연결성
아이패드 10세대는 아이패드 9세대의 라이트닝 단자가 아닌 USB-C를 채용했다. 비슷하게 디자인된 10.9인치 아이패드 에어와 달리 아이패드 10세대는 애플펜슬(2세대) 페어링이나 충전을 지원하지 않는다. 1세대 애플 펜슬을 지원하지만, 쌍으로 연결하고 충전하려면 USB-C to 라이트닝 어댑터가 필요하다. 해당 어댑터는 1세대 애플펜슬을 구매할 때 동봉되어 제공된다. 또한 아이패드 10세대는 자석으로 부착되는 새로운 매직 키보드 폴리오 액세서리와 함께 출시되었다.

### 카메라
아이패드 10세대는 ƒ/1.8 조리개, Smart HDR 3 및 4K 비디오 녹화를 지원하는 업그레이드된 후면 12MP 와이드 카메라를 특징으로 한다. 전면 카메라는 이제 모든 아이패드에서 처음으로 아이패드의 오른쪽에 있다. 랜드스케이프 울트라 와이드 카메라는 이전 세대와 마찬가지로 센터 스테이지를 지원한다.

### 액세서리
애플은 새로운 10세대 아이패드와 함께 새로운 매직 키보드 폴리오를 선보였다. 아이패드용 매직 키보드와 같은 매직 키보드 폴리오에는 전면 및 후면 보호 기능이 있는 내장 트랙패드가 들어있다. 하지만 아이패드 에어, 아이패드 프로용으로 설계된 매직 키보드와 달리 매직 키보드 폴리오는 후면 커버에서 분리되어 조절식 스탠드로 사용할 수 있으며, 2021 iMac용 매직 키보드와 비슷하게 잠금 버튼이 있는 14키 기능열이 포함되어 있다.